# Saint-Bonnet-de-Rochefort
Pour les articles homonymes, voir Saint-Bonnet (homonymie).
Saint-Bonnet-de-Rochefort est une commune française située dans le département de l'Allier, en région Auvergne-Rhône-Alpes.

## Géographie

### Localisation
Saint-Bonnet-de-Rochefort se situe au sud du département de l'Allier.
Les principaux villages sont :
- Chalignat (au nord, sur la route de Bellenaves), ancienne paroisse ;
- Les Radurons (au sud-ouest, près de la route d'Ébreuil) ;
- Rochefort (entre le bourg et Les Radurons, à l'est de la route d'Ébreuil) ; le nom de ce village, où se trouve le château de Rochefort[2], dominant la Sioule, important poste de défense du Bourbonnais au Moyen Âge, se retrouve dans le nom de la commune.

Sept communes sont limitrophes de Saint-Bonnet-de-Rochefort :
| Naves   |                           | Charroux |
| Vicq    | Saint-Bonnet-de-Rochefort | Jenzat   |
| Ébreuil | Bègues                    | Mazerier |

### Hydrographie
La commune est située sur la rive gauche de la Sioule, entre Ébreuil en amont et Jenzat en aval.

### Voies de communication et transports

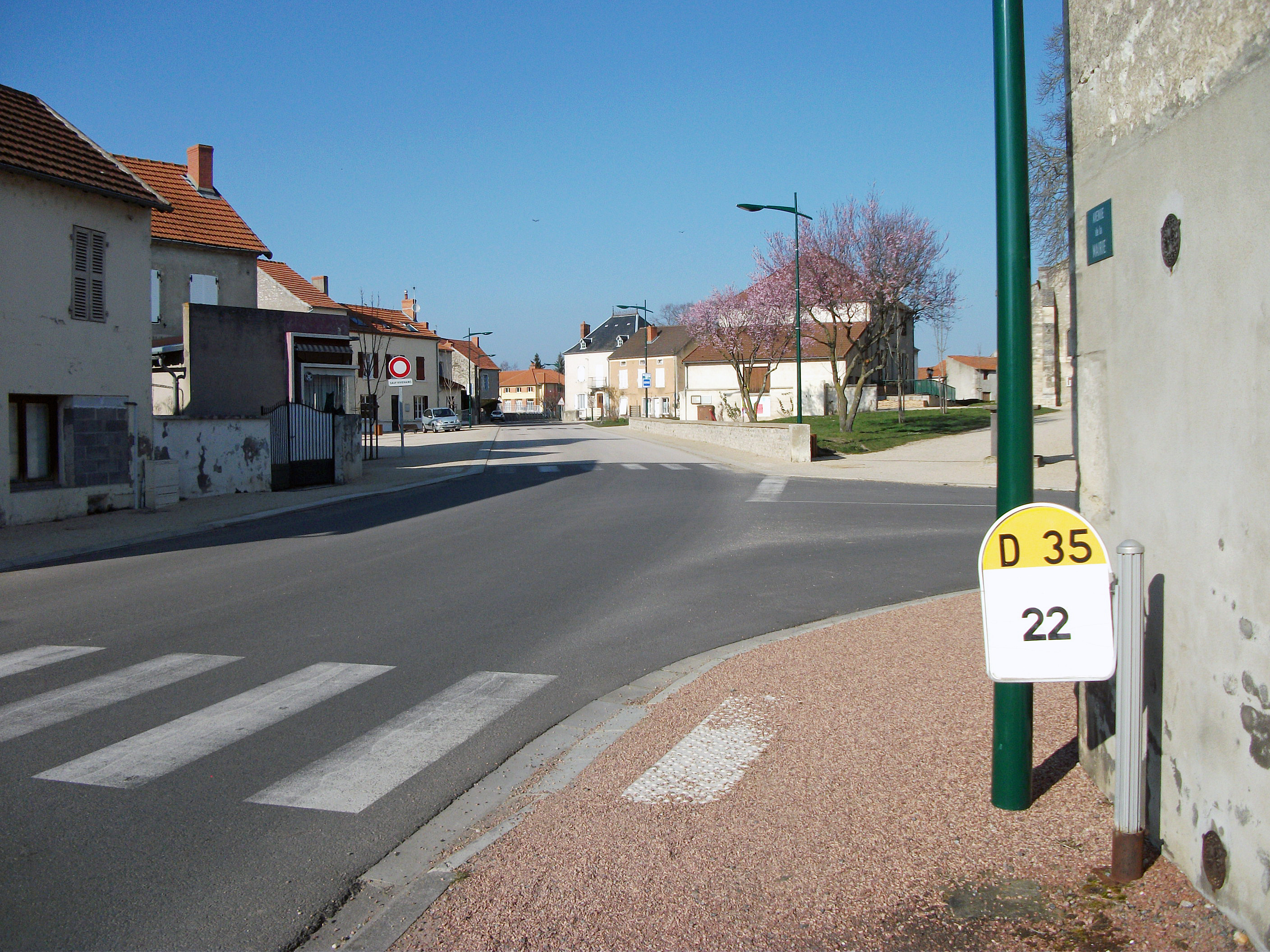
L'avenue de la Mairie en direction de Charroux.

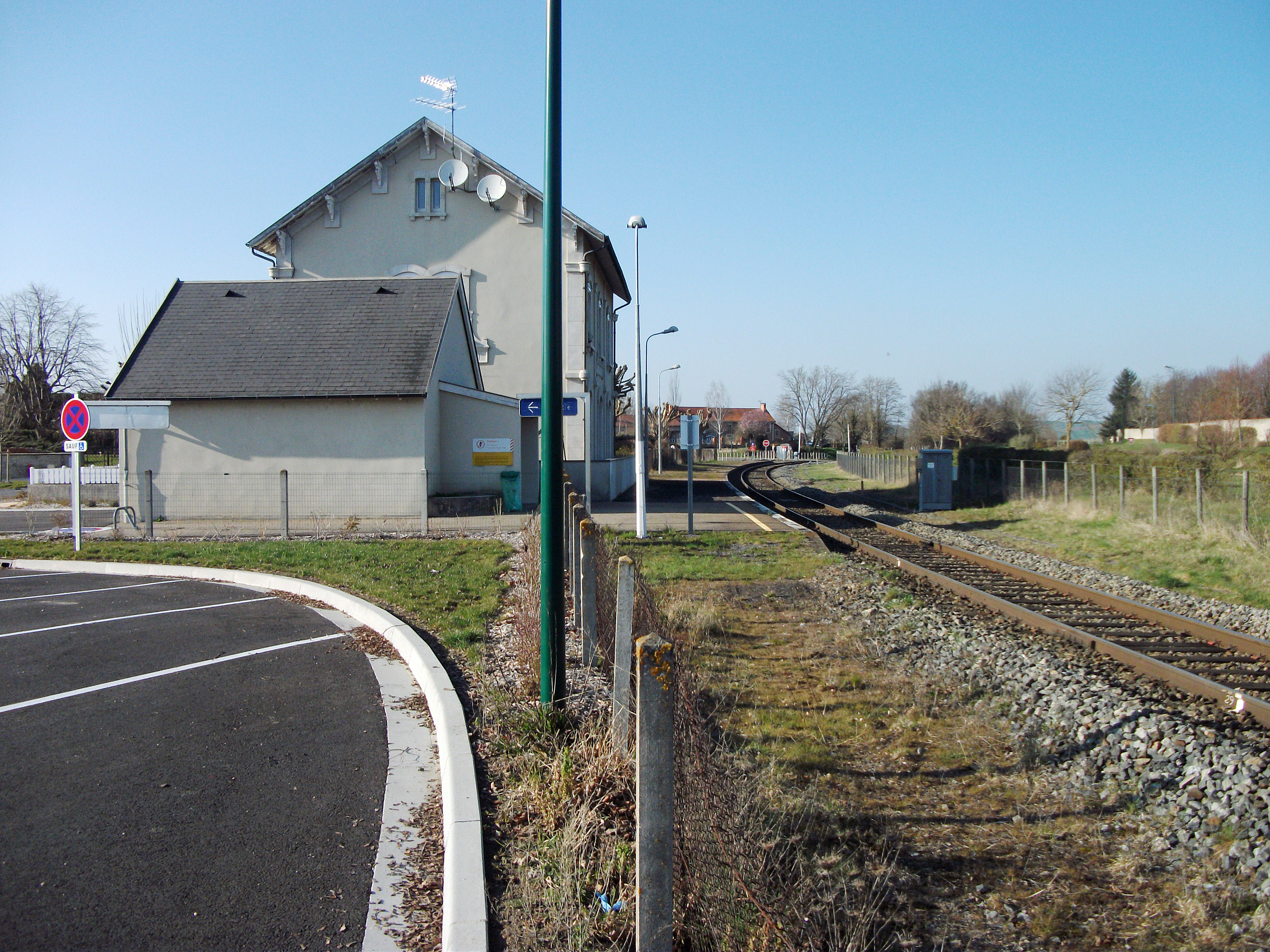
La halte.

#### Voies routières
L'autoroute A71 passe à la lisière ouest et sud de la commune, entre le col de Naves et la traversée de la Sioule. L'accès le plus proche s'effectue par l'échangeur d'Ébreuil (no 13) de l'autoroute A719.
Le territoire communal est traversé par trois routes départementales :
- la D 35, reliant Ébreuil au sud, Charroux et Saint-Pourçain-sur-Sioule au nord ;
- la D 37, reliant Vicq à l'ouest et Gannat au sud-est ;
- la D 68, reliant le nord de la commune à Naves et Bellenaves.

#### Transports ferroviaires
La ligne de Commentry à Gannat, portion de la liaison Lyon - Bordeaux via Limoges et Montluçon, traverse également la commune, d'est en ouest. Seuls des TER Auvergne-Rhône-Alpes reliant les gares de Montluçon au nord-ouest et Gannat et Clermont-Ferrand au sud la desservent.

### Climat
Pour des articles plus généraux, voir Climat d'Auvergne-Rhône-Alpes et Climat de l'Allier.
En 2010, le climat de la commune est de type climat océanique dégradé des plaines du Centre et du Nord, selon une étude du CNRS s'appuyant sur une série de données couvrant la période 1971-2000. En 2020, Météo-France publie une typologie des climats de la France métropolitaine dans laquelle la commune est exposée à un climat de montagne ou de marges de montagne et est dans la région climatique Nord-est du Massif Central, caractérisée par une pluviométrie annuelle de 800 à 1 200 mm, bien répartie dans l’année.
Pour la période 1971-2000, la température annuelle moyenne est de 11 °C, avec une amplitude thermique annuelle de 16,2 °C. Le cumul annuel moyen de précipitations est de 719 mm, avec 9,5 jours de précipitations en janvier et 7 jours en juillet. Pour la période 1991-2020, la température moyenne annuelle observée sur la station météorologique de Météo-France la plus proche, « Charmes_sapc », sur la commune de Charmes à 12 km à vol d'oiseau, est de 11,9 °C et le cumul annuel moyen de précipitations est de 675,4 mm,. Pour l'avenir, les paramètres climatiques de la commune estimés pour 2050 selon différents scénarios d'émission de gaz à effet de serre sont consultables sur un site dédié publié par Météo-France en novembre 2022.

## Urbanisme

### Typologie
Au 1er janvier 2024, Saint-Bonnet-de-Rochefort est catégorisée commune rurale à habitat dispersé, selon la nouvelle grille communale de densité à 7 niveaux définie par l'Insee en 2022.
Elle est située hors unité urbaine et hors attraction des villes,.

### Occupation des sols

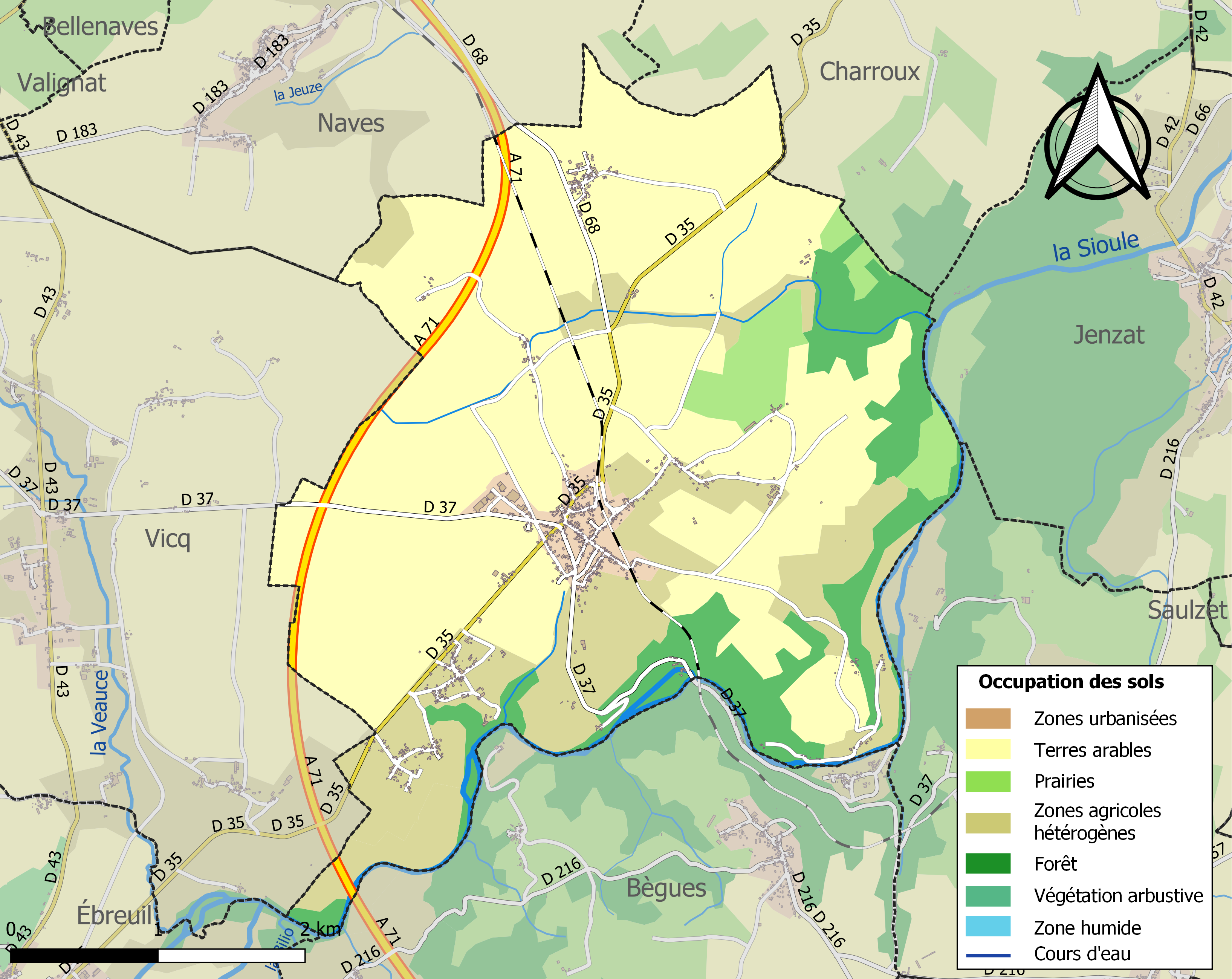
Carte des infrastructures et de l'occupation des sols de la commune en 2018 (CLC).

L'occupation des sols de la commune, telle qu'elle ressort de la base de données européenne d’occupation biophysique des sols Corine Land Cover (CLC), est marquée par l'importance des territoires agricoles (85 % en 2018), une proportion sensiblement équivalente à celle de 1990 (85,4 %). La répartition détaillée en 2018 est la suivante : 
terres arables (60,5 %), zones agricoles hétérogènes (20,4 %), forêts (12,1 %), prairies (4,1 %), zones urbanisées (3 %).
L'IGN met par ailleurs à disposition un outil en ligne permettant de comparer l’évolution dans le temps de l’occupation des sols de la commune (ou de territoires à des échelles différentes). Plusieurs époques sont accessibles sous forme de cartes ou photos aériennes : la carte de Cassini (XVIIIe siècle), la carte d'état-major (1820-1866) et la période actuelle (1950 à aujourd'hui).

## Histoire
La voie romaine qui reliait Augustonemetum (Clermont-Ferrand) à Avaricum (Bourges) passait sur le territoire de la commune. Descendant de Bègues, elle traversait la Sioule quelque part en amont de Rouzat, à gué ou sur un pont disparu, montait vers le bourg de Saint-Bonnet, en passant à l'ouest de l'église, et rejoignait le col de Naves en direction de Chantelle-la-Vieille (Cantilia).
Le village de Chalignat, au nord de la commune, a été l'emplacement de la première paroisse établie sur ce terroir, avec une église sous le vocable de Notre-Dame.
Avant 1789, la commune faisait partie de l'ancienne province du Bourbonnais issue de la seigneurie de Bourbon médiévale,. Elle faisait aussi partie de la généralité de Moulins.
Pendant la période révolutionnaire de la Convention nationale (1792-1795), la commune prit le nom de Roche-Libre.

## Politique et administration

### Liste des maires
| Période                                  | Période                      | Identité            | Étiquette | Qualité |
| ---------------------------------------- | ---------------------------- | ------------------- | --------- | --- |
| Les données manquantes sont à compléter. |                              |                     |           | |
| 1929                                     | 1958                         | Xavier Prophète     |           | Fabricant de cycles |
| 1958                                     | 1965                         | François Brun       |           | |
| 1965                                     | 1975                         | Jean Diot           |           | |
| 1975                                     | 1995                         | Jacques du Ligondès | DVD       | Exploitant agricole |
| 1995                                     | 14 mars 2016 (décès)         | Anne-Marie Defay    | URB (DVD) | Technicienne supérieure en agriculture Ancienne conseillère municipale (1977), puis maire-adjointe (1989) Conseillère générale (2001-2015) puis départementale (depuis 2015, en binôme avec André Bidaud) du canton de Gannat 6e vice-présidente du conseil départemental chargée de l'habitat et de la ruralité Vice-présidente de la communauté de communes du Bassin de Gannat |
| juin 2016                                | En cours (au 8 juillet 2020) | Henri Giraud        |           | Retraité agriculteur |

## Population et société

### Démographie
L'évolution du nombre d'habitants est connue à travers les recensements de la population effectués dans la commune depuis 1793. Pour les communes de moins de 10 000 habitants, une enquête de recensement portant sur toute la population est réalisée tous les cinq ans, les populations de référence des années intermédiaires étant quant à elles estimées par interpolation ou extrapolation. Pour la commune, le premier recensement exhaustif entrant dans le cadre du nouveau dispositif a été réalisé en 2005.

En 2022, la commune comptait 714 habitants, en évolution de +3,33 % par rapport à 2016 (Allier : −1,38 %, France hors Mayotte : +2,11 %).
| 1793  | 1800 | 1806  | 1821  | 1831  | 1836  | 1841  | 1846  | 1851  |
| ----- | ---- | ----- | ----- | ----- | ----- | ----- | ----- | ----- |
| 1 108 | 900  | 1 357 | 1 394 | 1 333 | 1 282 | 1 266 | 1 330 | 1 318 |

| 1856  | 1861  | 1866  | 1872  | 1876  | 1881  | 1886  | 1891  | 1896  |
| ----- | ----- | ----- | ----- | ----- | ----- | ----- | ----- | ----- |
| 1 265 | 1 250 | 1 311 | 1 345 | 1 326 | 1 279 | 1 292 | 1 332 | 1 265 |

| 1901  | 1906  | 1911  | 1921  | 1926 | 1931 | 1936 | 1946 | 1954 |
| ----- | ----- | ----- | ----- | ---- | ---- | ---- | ---- | ---- |
| 1 260 | 1 231 | 1 169 | 1 037 | 989  | 915  | 863  | 835  | 766  |

| 1962 | 1968 | 1975 | 1982 | 1990 | 1999 | 2005 | 2006 | 2010 |
| ---- | ---- | ---- | ---- | ---- | ---- | ---- | ---- | ---- |
| 700  | 701  | 669  | 715  | 712  | 656  | 645  | 646  | 640  |

| 2015 | 2020 | 2022 | - | - | - | - | - | - |
| ---- | ---- | ---- | - | - | - | - | - | - |
| 685  | 717  | 714  | - | - | - | - | - | - |

### Enseignement
Saint-Bonnet-de-Rochefort dépend de l'académie de Clermont-Ferrand.
Les élèves commencent leur scolarité à l'école primaire de la commune. Ils la poursuivent au collège de Bellenaves ou de Gannat, puis au lycée Blaise-de-Vigenère de Saint-Pourçain-sur-Sioule ou au lycée de Presles de Cusset (renommé lycée Albert-Londres).

## Économie
La commune possède, au lieu-dit les Tiolans, une zone d'activité nommée « Parc Naturopôle Nutrition Santé ». Elle a reçu en avril 2010 la certification environnementale ISO 14001, première de la région d'Auvergne à l'obtenir. Elle est également labellisée « Pôle d'excellence rurale » (renouvellement en juin 2010). Elle accueille les entreprises suivantes : LPH (conception et production de compléments alimentaires à partir de produits d'origine végétale), Eskiss Packaging (emballages en plastique recyclable pour l'industrie pharmaceutique), Biosphère (extraits végétaux pour les industries pharmaceutique, cosmétique et agro-alimentaire), Setubio NSH (screening d'extraits végétaux), AL4 (ingénierie logistique). Le Naturopôle emploie environ 225 personnes en 2010.

## Culture et patrimoine

### Lieux et monuments

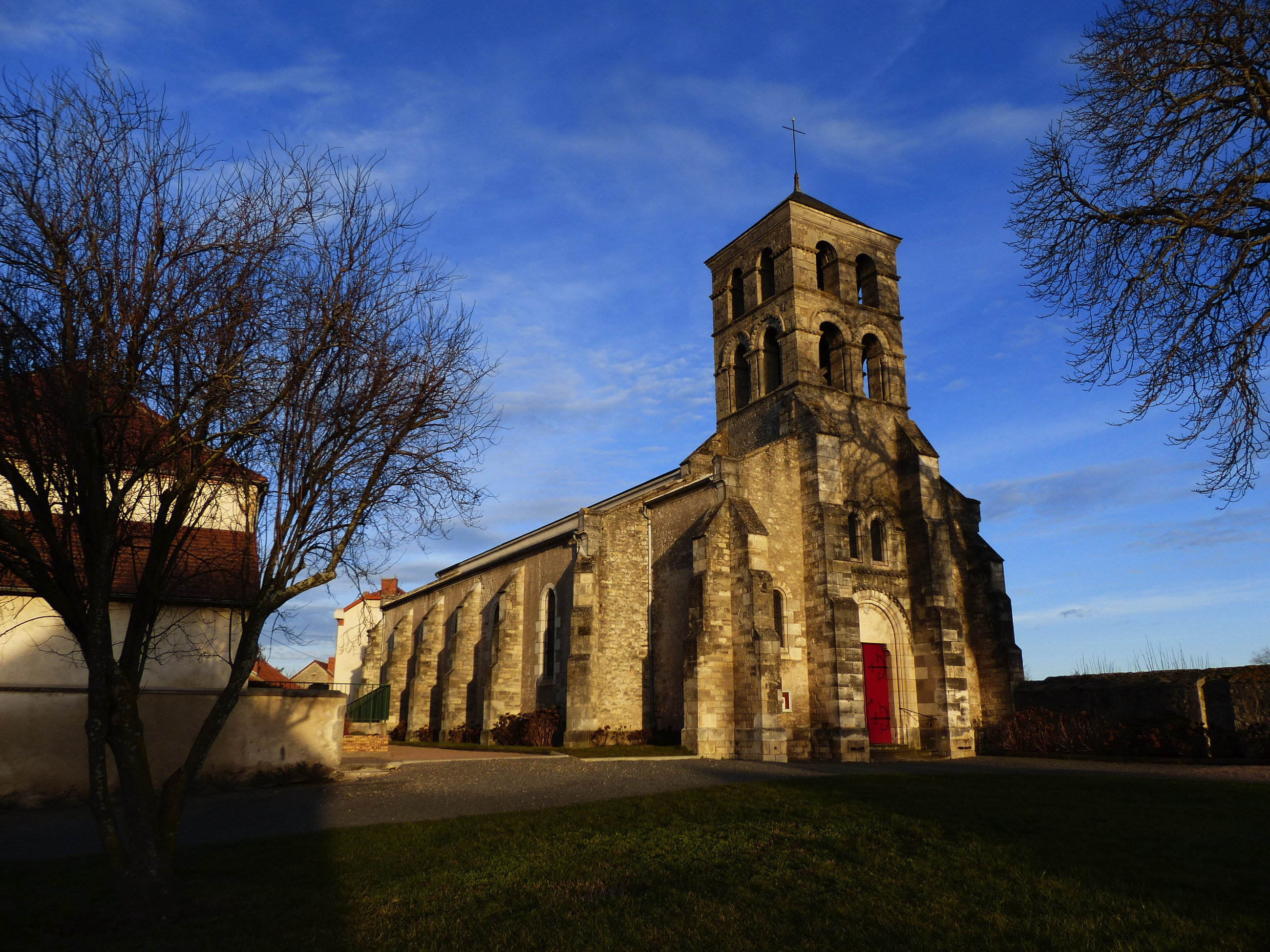
Église.

- Château de Rochefort. Il se dresse sur un éperon dominant la Sioule et se présente sous la forme d'une enceinte quadrangulaire flanquée aux angles de tours rondes. Il fut fondé vers le milieu du XIIe siècle par Archambaud IV sire de Bourbon, reconstruit à la fin du XIIIe ou XIVe siècle, et profondément remanié aux XVIe et XVIIIe siècles[32].
- Château des Ruilliers.
- Viaduc de Rouzat (1869), construit par Eiffel et Cie sur la Sioule.
- Église Saint-Bonnet. Une nef, aujourd'hui détruite, est construite au début du XIIe siècle, puis le clocher carré actuel au cours du même siècle. La nef néo-romane (sans transept) et le chœur ont été reconstruits en 1887 au nord-est du clocher, alors que la nef romane se trouvait au sud-ouest du clocher. Vitraux de l'atelier de Martial Mailhot, peintre verrier clermontois. Vierge à l’enfant du XVIIIe siècle (inscrite ISMH le 13 février 1997). Bénitier composé de deux chapiteaux romans superposés en calcaire : l'un est renversé et sert de socle ; la cuve est creusée dans l'autre[33].
- Restes de l'église Notre-Dame de Chalignat (XIIe siècle, remaniée au XVe siècle) intégrés dans un bâtiment plus récent.

### Personnalités liées à la commune
- Pierre Lucas (Saint-Bonnet-de-Rochefort, 1763 - Gannat, 1850), président du tribunal civil de Gannat (1800-1850), député de l'Allier (1813-1815).
- Marie-Alphonsine Bionnier (Ussel-d'Allier, 15/03/1891 - Ébreuil, 27/04/1982[34]), poétesse qui vécut la majeure partie de sa vie à Saint-Bonnet-de-Rochefort, où elle a épousé Antoine Lebourg le 29 avril 1911. A publié sept recueils dont Lueur poétique (1960), Fleurs printanières (1961), Miroir de l'âme (1973), Et le vent a soufflé (1975)[35].

### Héraldique
|  | Les armes de la commune se blasonnent ainsi : Parti : au 1er d’azur à la tour d’or ; au 2e de gueules au lion d’or ; à la fleur de chardon d’or brochant en pointe sur la partition. |

## Tourisme
Le GR 300 (chemin de Saint-Jacques en Bourbonnais) traverse la commune, entre Charroux et Ébreuil.